# Damia und Auxesia
Damia und Auxesia (altgriechisch Δαμία Damía und Αὐξησία Auxēsía) sind in der griechischen Mythologie zwei Heroinen, die als Göttinnen der Geburt und der Fruchtbarkeit mit Demeter und Kore gleichgesetzt wurden.
Sie besaßen nach Pausanias ein Heiligtum im Temenos des Hippolytos in Troizen. Nach Auskunft der Bürger von Troizen sollen Damia und Auxesia zwei Mädchen aus Kreta gewesen sein, die während einer Zeit des allgemeinen Aufruhrs in die Stadt kamen und durch unglückliche Umstände von Mitgliedern einer Gegenpartei gesteinigt wurden. Zur Sühnung wurde ihnen ein Heroon errichtet und ein Fest gefeiert, das Lithobolia („Steinigung“) hieß.
Eine andere Geschichte wird von Herodot erzählt: Demnach herrschte im Land von Epidauros Dürre, und die Bürger sandten zum Orakel nach Delphi, um nach Mitteln zur Abhilfe zu fragen. Das Orakel befahl ihnen, aus Olivenholz Bilder der Damia und der Auxesia zu fertigen. Die Epidaurer baten nun die Athener, einen Olivenbaum fällen zu dürfen, entweder weil sie selbst zu der Zeit keine Olivenbäume hatten, oder weil sie die Olivenbäume aus Athen für besonders heilig hielten. Die Athener gestatteten das unter der Bedingung, dass die Epidaurer alljährlich angemessene Opfergaben für Athena Polis und Erechtheus bringen würden.
Nachdem die Epidaurer aus dem Olivenbaum Kultbilder gefertigt und sie aufgestellt hatten, verschwand die Unfruchtbarkeit. Einige Zeit später aber wurden die Bilder von den Aigineten gestohlen, die sie an einem Ort namens Oia aufstellten und mit den gleichen Riten wie die Epidaurer verehrten. Zu diesen Riten gehörten neben Opfern Chöre von zweimal zehn Männern in Weiberkleidung, die Spottgedichte auf Frauen vortrugen und andere derbe Scherze. Außerdem gab es laut Herodot noch geheime Riten, über die man nicht sprechen dürfe.
Nachdem nun den Epidaurern die Bilder gestohlen worden waren, sandten sie auch keine Opfergaben mehr nach Athen. Als die Athener kamen und sich darüber beschwerten, stellten die Epidaurer anheim, sich doch nach Aigina zu wenden, was die Athener auch taten und von den Aigineten die Kultbilder zurückforderten.
Hier gehen nach Herodot die Berichte der Athener und der Aigineten auseinander: den Athenern zufolge sei nur eine Trireme ausgesandt worden. Die Besatzung habe versucht, die Kultbilder zu entfernen, das sei aber nicht gelungen. Als man Stricke um sie legte, wären Donner und Blitz vom Himmel gekommen und die Mannschaft des Schiffes sei in Wahnsinn verfallen. Sie hätten sich alle gegenseitig niedergemetzelt und nur ein einziger sei heimgekehrt. Dieser sei aber auch umgekommen: Die über den Tod ihrer Männer erzürnten Frauen hätten den einzigen Überlebenden mit ihren Gewandnadeln erstochen. Das sei der Grund gewesen für die Einführung der ionischen Tracht in Athen, die keine Gewandnadeln braucht, zuvor nämlich seien die Frauen nach Art der Dorer gekleidet gewesen.
Den Aigineten nach sei aber Athen mit einer Flotte gekommen. Die Aigineten seien der Schlacht ausgewichen und die Athener an Land gegangen. Um die Kultbilder von ihren Piedestalen zu zerren, habe man Stricke um sie gelegt, worauf die Kultbilder auf die Knie gefallen seien. In dieser Haltung seien sie bis heute geblieben. Herodot meint dazu, dass das glauben möge, wer will. Inzwischen haben man aber Verstärkung aus Argos erhalten, und die Athener angegriffen. In diesem Augenblick wären dann Blitz und Donner erschienen.
Pausanias berichtet, er habe die Kultbilder gesehen und ihnen geopfert „nach dem Brauch von Eleusis“.